# Domenico Catazzo
Domenico Catazzo (Selva di Progno, 19 aprile 1715 – Selva di Progno, 7 dicembre 1792) è stato un poeta, agronomo e botanico italiano.

## Biografia
Figlio di Antonio Catazzo, nacque nel 1715 a San Bartolomeo delle Montagne, frazione del comune di Selva di Progno. Trascorse la sua vita in povertà dedicandosi alla poesia ma data la sua spiccata intelligenza e la profonda cultura esercitò la professione di agronomo, notaio, giudice di pace. Fu attento studioso della cultura cimbra. La sua fama è particolarmente legata al poemetto Istoria de Cimbri e loro origine che però non diede mai alle stampe.